# Joseph Henninger
Joseph Henninger SVD (* 12. Mai 1906 in Wiesbaden; † 4. Mai 1991 in Sankt Augustin) war ein römisch-katholischer Priester und Ethnologe.

## Leben
Nach dem Abitur 1926 trat er den Steyler Missionaren bei und studierte Philosophie in Sankt, bis 1934 Theologie an der Pontificia Università Gregoriana (Promotion zum Dr. theol. 1935), in Wien Ethnologie, Urgeschichte und Anthropologie u. a. bei Wilhelm Koppers und zwei Semester Assyriologie in Rom. Seit 1934 war er Mitglied des Anthropos-Instituts. 1936 wurde er Redaktionsassistent der Zeitschrift Anthropos, die er bis 1949 innehatte. Im Jahr 1944 legte er seine Habilitationsschrift (Das Opfer bei den Arabern. Eine religionsgeschichtliche Studie) vor. Er begann seine Lehrtätigkeit an der Universität Fribourg und wurde 1954 zum Professor ernannt. Außerdem wurde er 1964 außerordentlicher Professor an der Universität Bonn. 1974 wurde er Professor an der PTH Sankt Augustin.
Sein regionaler Schwerpunkt waren die arabischen Ländern in Nord- und Ostafrika, während sich sein Interesse auf semitische Kulturen sowie Opfertheorien und die Erforschung der Islams konzentrierte.

## Werke (Auswahl)
- Sanctus Augustinus et doctrina de duplici iustitia. Inquisitio historico-critica in opinionem Hieronymi Seripandi (1493–1563) de justificatione ejusque habitudenem ad doctrinam S. Augustini (= Sankt Gabrieler Studien. Band 2). Mödling 1935, OCLC 782147104 (zugleich Dissertation, Gregoriana 1935).
- Die Familie bei den heutigen Beduinen Arabiens und seiner Randgebiete. Ein Beitrag zur Frage der ursprünglichen Familienform der Semiten (= Internationales Archiv für Ethnographie. Band 42). Brill, Leiden 1943, OCLC 5960113 (zugleich Dissertation, Wien 1937).
- Das Opfer in den altsüdarabischen Hochkulturen. Paulusdruckerei, Freiburg im Üechtland 1945, OCLC 601793521 (zugleich Habilitationsschrift, Freiburg im Üechtland 1944).
- P. Wilhelm Schmidt S.V.D. 1868–1954. Eine biographische Skizze. Paulusdruckerei, Freiburg im Üechtland 1956, OCLC 600889080.
- Über Lebensraum und Lebensformen der Frühsemiten (= Arbeitsgemeinschaft für Forschung des Landes Nordrhein-Westfalen. Band 151) (= Sitzung. Arbeitsgemeinschaft für Forschung des Landes Nordrhein-Westfalen, Natur-, Ingenieur- und Gesellschaftswissenschaften. Band 139). Westdeutscher Verlag, Köln/Opladen 1968, OCLC 4112996.
- Zum frühsemitischen Nomadentum (= Studia ethnographica. Band 3). Akadémiai Kiadó, Budapest 1969, OCLC 1014945553.
- Les fêtes de printemps chez les sémites et la pâque israélite (= Études bibliques). Gabalda, Paris 1975, OCLC 1070953676.
- Arabica sacra. Aufsätze zur Religionsgeschichte Arabiens und seiner Randgebiete. Contributions à l'histoire religieuse de l'Arabie et de ses régions limitrophes (= Orbis biblicus et orientalis. Band 40). Vandenhoeck & Ruprecht, Göttingen 1981, ISBN 3-525-53348-9.
- Arabica varia. Aufsätze zur Kulturgeschichte Arabiens und seiner Randgebiete (= Orbis biblicus et orientalis. Band 90). Vandenhoeck & Ruprecht, Göttingen 1989, ISBN 3-7278-0638-9.